# Beeston, Nottinghamshire
Beeston är en stad i distriktet Broxtowe, i grevskapet Nottinghamshire i England. Staden hade 52 356 invånare år 2021. Staden nämndes i Domedagsboken (Domesday Book) år 1086, och kallades då Bestune.